# اسلیکن‌دام
اسلیکن‌دام (به هلندی: Slikkendam) یک منطقهٔ مسکونی در هلند است که در نیوکوپ واقع شده‌است.